# József Dzurják
Dans le nom hongrois Dzurják József, le nom de famille précède le prénom, mais cet article utilise l’ordre habituel en français József Dzurják, où le prénom précède le nom.
József Dzurják (né le 2 mars 1961 en Hongrie) est un joueur de football hongrois.

## Biographie
Sa carrière commence en 1983 lorsqu'il débute au club du Diósgyőri VTK avec lequel il passe trois saisons, avant de partir évoluer pour le géant hongrois du Ferencváros où il joue de 1986 à 1990. 
Ensuite, Dzurják a sa première expérience à l'étranger lorsqu'il part jouer du côté de l'Allemagne dans le club du Chemnitzer FC, puis repart au bout de six mois dans le championnat de Yougoslavie au FK Spartak Subotica avec lequel il finit la saison.
Il joue ensuite une demi-saison au Ferencváros, avant de repartir à l'étranger à Chypre à l'Omonia Nicosie pendant un an et demi. Il finit sa carrière en 1995 dans le club hongrois du Vác FC.

## Palmarès
- Omonia Nicosie
  - 1 fois vainqueur du championnat chypriote : 1992-93
  - 1 fois meilleur buteur du championnat chypriote : 1991-92 (21 buts)